# Лившиц, Владимир Аронович
Влади́мир Аро́нович Ли́вшиц (6 октября 1923, Петроград — 10 июня 2017) — советский и российский лингвист, член-корреспондент Британской академии. Специалист в области иранистики, истории иранских языков, этимологии и этнографии иранских народов, переводчик согдийских текстов.

## Биография
В 1940 году окончил среднюю школу. В сентябре того же года поступил на иранскую кафедру Восточного отделения филологического факультета Ленинградского государственного университета.
Участвовал в Великой Отечественной войне (Ленинградский, Калининский и 1-м Белорусский фронты (последнее звание — старшина)). Награждён орденом Отечественной войны 2-й степени и 17 медалями.
Окончил ЛГУ в 1948 году. В 1952 году защитил кандидатскую диссертацию «Местоимения в афганском языке (пашто)». В 1952—1958 годах работал в Институте языка и литературы АН Таджикской ССР.
С 1958 года работал в Ленинградском отделении Института востоковедения АН СССР / Санкт-Петербургском филиале ИВ РАН (старший, ведущий, главный научный сотрудник).
В 1965 году защитил докторскую диссертацию «Согдийские документы с горы Муг. Вып. 2: юридические документы и письма» в виде монографии (М., Восточная литература, 1962. — 222 с.).
В 1979 году присвоено звание профессора по специальности «Персидский язык». Опубликовал свыше 200 научных работ. Предложил первое прочтение рысайкинской надписи.
В 1977 году избран членом-корреспондентом Британской академии, в 1992 году — почётным членом общественной Российской академии естественных наук (отделение «Энциклопедия»). Член-корреспондент Итальянского Института Африки и Востока; член международного комитета «Корпуса ираноязычных надписей» (Corpus Inscriptionum Iranicarum, London).
Похоронен на кладбище в Комарово.

## Основные опубликованные работы
- Livshits V. A. A Sogdian precursor of Omar Khayyam in Transoxiana // Iran and the Caucasus. Research Papers from the Caucasian Centre for Iranian Studies. Vol. 8.1. — London—Boston, 2004. — P. 15—18.
- Livshits V. A. Sogdian Sānak, a Manichaean Bishop of 5th —early 6th Century // Bulletin of the Asia Institute, N.S., Vol. 14. — Bloomfield Hills, 2003. — P. 47—54.
- Лившиц В. А. Согдийские документы из замка Чильхуджра // Scripta Gregoriana. Сборник в честь семидесятилетия академика Г. М. Бонгард-Левина. — М., 2003. — С. 77—88.
- Лившиц В. А. Три серебряные чаши из Исаковского могильника № 1 // Вестник древней истории. — 2002. — № 2. — С. 43—55.
- Livshits V. Sogdian Buddhist Fragment KRIV/879 No. 4263 from the Manuscript Collection of the St. Petersburg Branch of the Institute of Oriental Studies // Manuscripta Orientalia. — Vol. 2, No 2. — June 1996. — P. 3—8.
- Лившиц В. А. О происхождении древнетюркской рунической письменности // Советская тюркология. — 1978. — № 4.
- Livshits V. A. The Khwarezmian calendar and the eras of the Ancient Chorasmia // Acta Antiqua Acadaemiae Scientiarum Hungaricae. t. 16, fasc. 1—4. — Budapest, 1968. — P. 433—446.
- Согдийские документы с горы Муг. Чтение, перевод, комментарий. Выпуск II (Юридические документы и письма). Чтение, перевод и комментарии В. А. Лившица. — М., Издательство восточной литературы, 1962.